# Jamie Lee Curtis
Jamie Lee Curtis, Baronowa Haden-Guest (ur. 22 listopada 1958 w Los Angeles) – amerykańska aktorka filmowa i telewizyjna, także autorka książek dla dzieci i aktywistka.
Jej pierwszym znaczącym występem na dużym ekranie była rola Laurie Strode w horrorze Halloween (1978) w reżyserii Johna Carpentera. W 1980 wzięła udział w szeregu horrorów, w tym Mgła, Bal maturalny i Terror w pociągu. Wcieliła się ponownie w rolę Laurie w sequelach Halloween 2 (1981), Halloween: 20 lat później (1998), Halloween: Resurrection (2002) i Halloween (2018). Laureatka Oscara dla najlepszej aktorki drugoplanowej za rolę w filmie Wszystko wszędzie naraz (2022).

## Życiorys

### Wczesne lata
Urodziła się w Los Angeles w Kalifornii jako córka znanej pary aktorskiej, Janet Leigh (z domu Janett Helen Morrison) i Tony’ego Curtisa (właśc. Bernard Schwartz). Jej ojciec był Żydem aszkenazyjskim, synem węgiersko-żydowskich imigrantów. Dwóch jej pradziadków ze strony matki było Duńczykami, podczas gdy reszta przodków jej matki było pochodzenia niemieckiego i szkocko-irlandzkiego. Curtis ma starszą siostrę, Kelly Curtis, która jest również aktorką, i kilkoro rodzeństwa przyrodniego (wszystkie z powtórnych małżeństw ojca): Alexandrę, Allegrę, Benjamina i Nicholasa (zm. w 1994 z powodu przedawkowania narkotyków). Rodzice Curtis rozwiedli się w 1962. Po rozwodzie stwierdziła, że jej ojca „nie ma w pobliżu” i że „nie był zainteresowany byciem ojcem”.
Curtis uczęszczała do Westlake School (obecnie Harvard-Westlake School) w Los Angeles i Beverly Hills High School. Ukończyła Choate Rosemary Hall. Po powrocie do Kalifornii, w 1976 studiowała na macierzystej uczelni matki, University of the Pacific w Stockton w Kalifornii i studiowała prawo. Porzuciła studia po jednym semestrze, aby rozpocząć karierę aktorską.

### Kariera
W 1977 wystąpiła gościnnie jako kelnerka w jednym z odcinków serialu kryminalnego NBC Columbo - pt.: „Test na inteligencję” (The Bye-Bye Sky High I.Q. Murder Case) z Peterem Falkiem, Theodore'em Bikelem i Samanthą Eggar. W sitcomie ABC Operation Petticoat (1977–1978) grała postać porucznik Barbary Duran. Gościła też w serialu Aniołki Charliego (1978) z Kate Jackson, Jaclyn Smith i Cheryl Ladd oraz sitcomie Statek miłości (1978). Debiut kinowy Curtis miał miejsce w horrorze Johna Carpentera Halloween (1978), w którym zagrała rolę Laurie Strode. Film odniósł duży sukces i został uznany za najbardziej dochodowy niezależny film swoich czasów, zdobywając uznanie jako klasyczny horror. Curtis została następnie obsadzona w kilku horrorach. Jej następnym filmem była Mgła (1980), którą zrealizował reżyser Halloween John Carpenter. Kolejny film, Bal maturalny, był niskobudżetowym kanadyjskim slasherem wydanym w lipcu 1980. Film, za który otrzymała nominację do nagrody Genie za najlepszą rolę zagranicznej aktorki, był podobny do Halloween, ale otrzymał negatywne recenzje. W tym samym roku Curtis zagrała także w horrorze Terror w pociągu, który miał premierę w październiku i spotkał się z negatywnymi recenzjami podobnymi do Balu maturalnego.

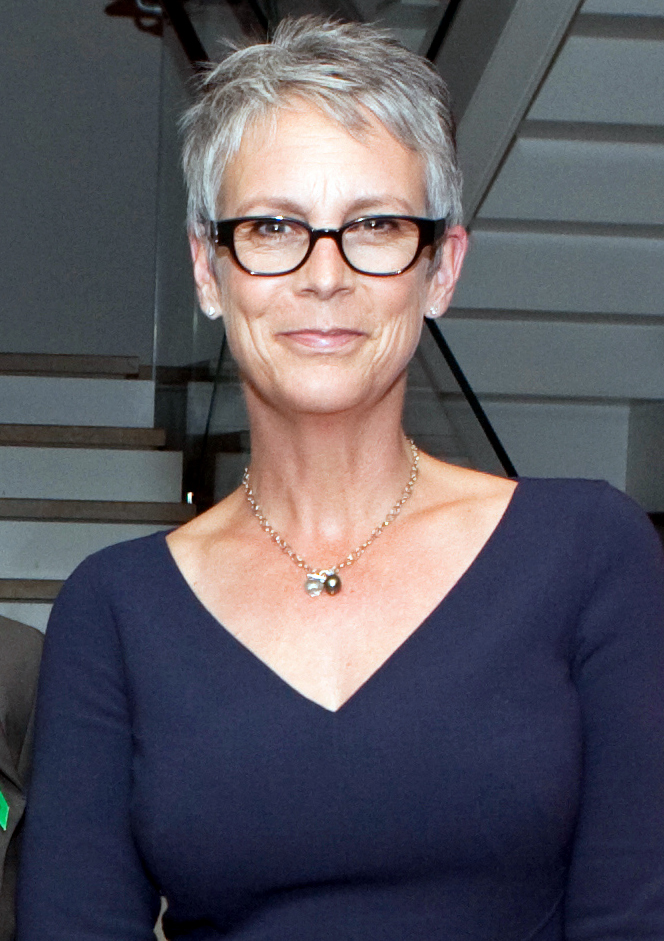
Lee Curtis (2011)

W telewizyjnym dramacie biograficznym NBC Śmierć króliczka (Death of a Centerfold: The Dorothy Stratten Story, 1981) zagrała Dorothy Stratten, kanadyjską byłą modelkę i gwiazdę „Playboya”, która została zastrzelona przez swojego zazdrosnego męża. Jej rola prostytutki Ophelii w komedii Johna Landisa Nieoczekiwana zmiana miejsc (1983) u boku Dana Aykroyda i Eddiego Murphy’ego, pomogła Curtis pozbyć się wizerunku królowej grozy i została uhonorowana Nagrodą Brytyjskiej Akademii Filmowej dla najlepszej aktorki drugoplanowej. Jako Jessie Wilson w melodramacie Jamesa Bridgesa Być doskonałym (1985) z Johnem Travoltą zdobyła niemiecką nagrodę kinową Jupiter Award jako najlepsza aktorka międzynarodowa. Z kolei za kreację Wandy Gershwitz w komedii Charlesa Crichtona Rybce zwanej Wandą (1988) z Johnem Cleese'em i Kevinem Kline'em była nominowana do Nagrody Brytyjskiej Akademii Filmowej dla najlepszej aktorki pierwszoplanowej i Złotego Globu dla najlepszej aktorki w filmie komediowym lub musicalu. 
W roku 1994 wystąpiła u boku Arnolda Schwarzeneggera w Prawdziwych kłamstwach, jednym z najbardziej pamiętnych filmów akcji lat 90. Otrzymała za tę rolę Złoty Glob. Była także pomysłodawczynią Halloween: 20 lat później (1998), w którym to filmie ponownie wcieliła się w postać Laurie Strode z Halloween i Halloween 2 (1981). Zagrała w sumie w ponad pięćdziesięciu produkcjach.
Zasiadała w jury konkursu głównego na 45. MFF w Cannes (1992).

## Życie prywatne
18 grudnia 1984 roku wyszła za Christophera Guesta, 5. barona Haden-Guest. Mają dwoje adoptowanych dzieci: córkę Annie (ur. 1986) i córkę transpłciową Ruby (ur. 15 marca 1996 jako Thomas).

## Wybrana filmografia
- Columbo (odc. Test na inteligencję, 1977)
- Halloween (1978)
- Mgła (1980)
- Terror w pociągu (1980)
- Bal maturalny (1980)
- Halloween 2 (1981)
- Nieoczekiwana zmiana miejsc (1983)
- Być doskonałym (1985)
- Rybka zwana Wandą (1988)
- Zimna stal (1990)
- Moja dziewczyna (1991)
- Wiecznie młody (1992)
- Moja dziewczyna 2 (1994)
- Chłopcy mamusi (1994)
- Prawdziwe kłamstwa (1994) jako Helen Tasker, nagroda Złotego Globu
- Areszt domowy (1996)
- Lemur zwany Rollo (1997)
- Halloween: 20 lat później (1998)
- Amatorzy w konopiach (1998)
- Wirus (1999)
- Trafiona-zatopiona (2000)
- Krawiec z Panamy (2001)
- Halloween: Resurrection (2002)
- Zakręcony piątek (2003)
- Święta Last Minute (2004)
- Cziłała z Beverly Hills (2008)
- To znowu ty (2010)
- Królowe krzyku (2015) jako Cathy Munsch
- Halloween (2018) jako Laurie Strode
- Na noże (2019) jako Linda Drysdale
- Halloween zabija (2021) jako Laurie Strode
- Wszystko wszędzie naraz (2022) jako Deirdre Beaubeirdre
- Halloween. Finał (2022) jako Laurie Strode
- The Last Showgirl (2024) jako Annette